# 艾氏伯劳
艾氏伯劳（学名：Lanius gubernator）是伯劳科伯劳属的一种。分布于喀麦隆、中非共和国、刚果民主共和国、科特迪瓦、加纳、几内亚比绍、马里、尼日利亚、苏丹以及乌干达。其自然栖息地为干燥的稀树草原。